# ママ (校正)
ママ（儘）は、そのままにすることを表す校正記号である。
引用におけるママや原文ママ（げんぶんママ）は、校正記号に由来する表現であり、原文の儘（まま）引用していることを表す。

## 校正記号としての「ママ」
ママは、校正記号の一つであり、直さずにそのままにすることを表す。

### 用例
例えば「トルママ」は余分な文字を取り、その空白を詰めずにそのままにすることを意味する。

### 引用での用法
著作物の一部を引用する際は、たとえ原文に誤りがあっても改変せずそのままにするのが慣習である。改変した場合には、著作者人格権に触れるおそれもある。原文をそのまま引用していることを著者が編集者に伝える場合に、「ママ」の校正記号が用いられる。

## 原文のまま掲載していることを示す表現
原文に誤字などの問題がある場合、引用する者が読み手に対して、原文のまま掲載していることを明示するために、注釈を付ける場合も多い。これには著者・編者が見逃した誤植等ではないことを示す、あるいは引用における改変禁止の規則に従っていることを示すといった意味合いがある。
原文のまま載せていることを明示する表現は、日本の書籍では、古くは、江戸時代の筆写本に見つかる。活版印刷の活字本では1879年の『評論文集』や、1881年の『現行民事成文律類纂』に見つかり、『現行民事成文律類纂』第3編 491頁には「原文ノマヽ恐クハ脱字アラン」（これは原文のままでありおそらくは脱字があるものと思われる）と記載がある。

### sic
西洋の文書では同じ意味で (sic) または [sic] と書く。sic（シーク）はラテン語で「このように（そのように）」を意味する語であり、ラテン語: sic erat scriptum（逐語訳は「このように書かれていた」）の略語である。

### 文中で明示される「ママ」
ママは本来校正記号であるが、欧文における sic のように読み手が読める形で短く示したい場合には、引用文中などに「（ママ）」などと書き加える場合がある。よりわかりやすく「原文ママ」の表記も見られる。